# Deus ex machina

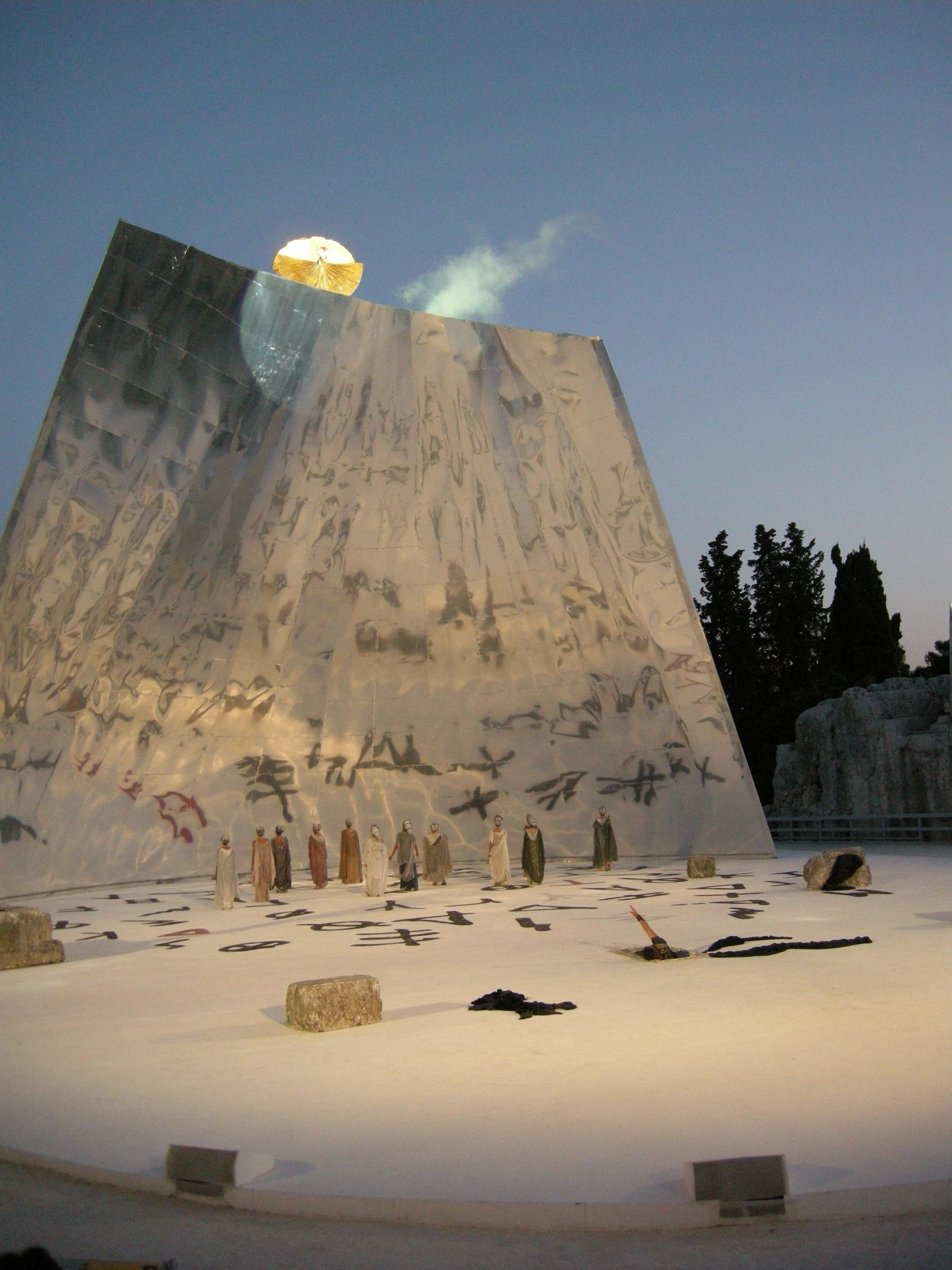
Deus ex machina i en klassisk teater: Euripides Medea, framförd 2009 på Syracusa, Italien.

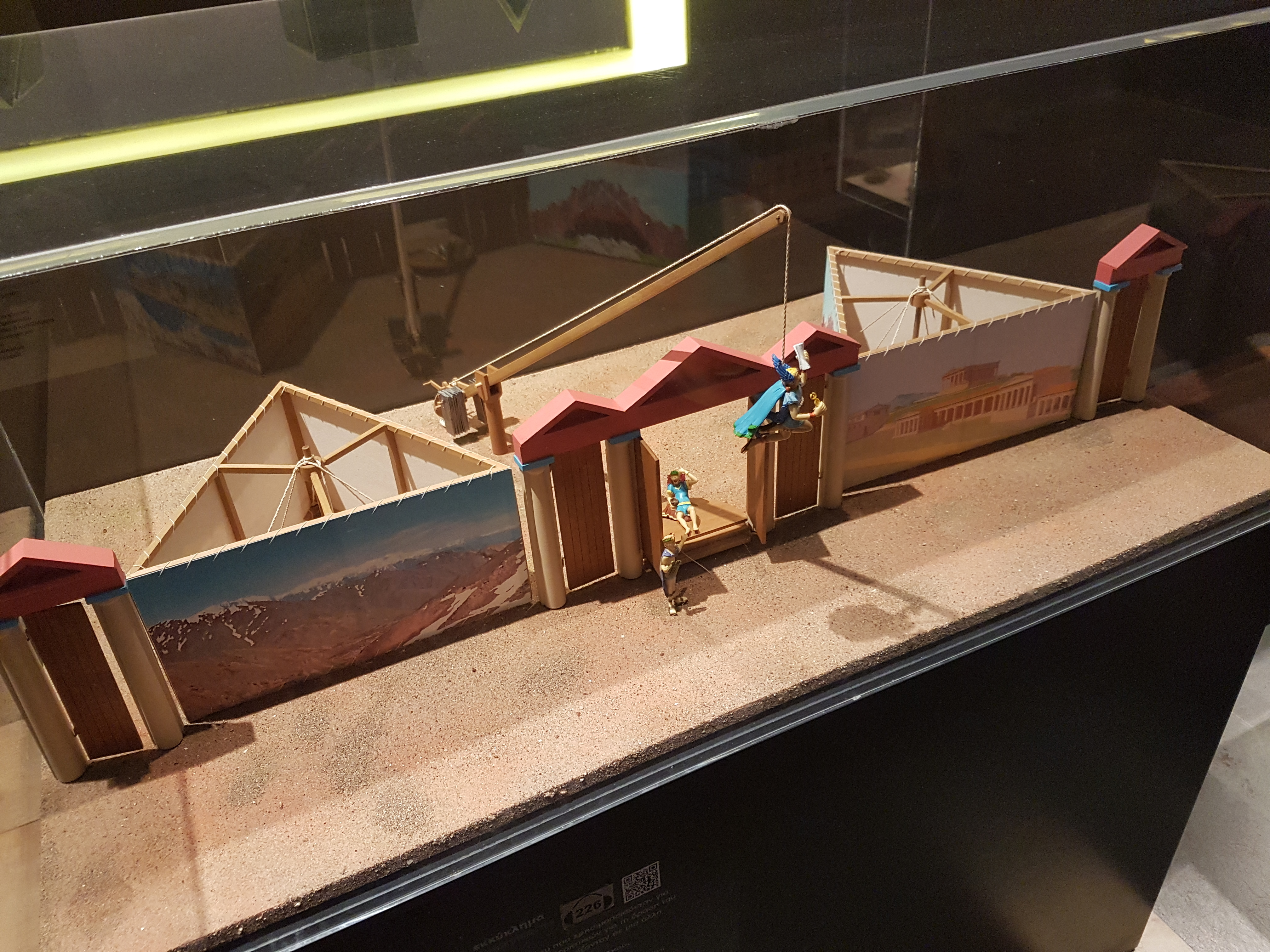
Deus ex machina.

Deus ex machina [ˈdeːʊs ɛks ˈmakina] (latin för "gud ur en maskin", "gud ur maskinen") är en oväntad, onaturlig eller osannolik gestalt, föremål eller händelse som plötsligt introduceras i ett fiktivt verk eller drama för att hantera en situation eller intrig.
Begreppet härstammar från antikens romerska och grekiska teater där man i vissa pjäser lät en gud dyka upp på scenen och rädda en till synes hopplös situation. Guden/skådespelaren sänktes ned på scenen med hjälp av scenmaskineriet.

## Modern användning
Begreppet har utökats och används i dag för alla händelser i en berättelse som på ett osannolikt sätt räddar en till synes omöjlig situation. Det används även för att beskriva en varelse, ett objekt eller en händelse som plötsligt visar sig och löser ett till synes olösligt problem där författaren har målat in karaktärerna i ett hörn som de knappt kan ta sig ur.
Fler exempel ges i Dante Alighieris Inferno när en mystisk person, "skickad från himlen", banar väg för fallna änglar och öppnar Dis portar för Dante och Vergilius; i Molières Tartuffe, där Ludvig XIV (dock ej namngiven) i slutet dyker upp förklädd till domare för att rätta till alla orättvisor; och i H.G. Wells Världarnas krig (1898) oskadliggörs bokens huvudmotståndare av bakterier.

### Deus ex machina inom litteratur
I romanen Bilbo – En hobbits äventyr av J.R.R. Tolkien hjälper gigantiska örnar huvudpersonerna att vinna kriget över fem arméer. Örnarna räddar Gandalf från Saruman och senare Frodo och Sam från situationer som nästan säkert skulle ha lett till deras död i böckerna om Sagan om ringen. Författaren refererade till örnarna som ett exempel på eucatastrophe.
J.R.R Tolkien definierade eucatastrophe som: “the sudden happy turn in a story which pierces you with a joy that brings tears (which I argued it is the highest function of fairy-stories to produce)”.
Kritiker har argumenterat för att eucatastrophe, speciellt örnarna, exemplifierar deus ex machina. Andra påpekar att dessa två koncept skiljer sig från varandra då en eucatastrophe inte sker av en slump utan är en etablerad del av den fiktiva världen där hoppet sluteligen segrar. 
I romanen Flugornas herre skriven av William Golding blir protagonisten Ralph jagad av sina före detta vänner, som har blivit korrumperade av att vara ensamma på en öde ö. Båten som plötsligt dyker upp på slutet är en deus ex machina då den räddar Ralph i sista stund.

### Deus ex machina inom komedi
Den brittiska komedigruppen Monty Python använder deus ex machina ironiskt för komiska och satiriska ändamål. I filmen Monty Pythons galna värld blir protagonisterna attackerad och jagad av en drake. Protagonisterna överlever då animatören, som ritar draken, får en hjärtattack. Ett annat exempel på deus ex machina i Monty Pythons galna värld är när de ska inta ett slott och i sista sekund kommer det poliser från ingenstans och griper dem.
I Liftarens guide till galaxen, skriven av Douglas Adams, används deus ex machina för att uppnå en komisk effekt. Mycket av komedin i boken baseras på händelser som har ytterst liten sannolikhet att inträffa. I början av boken nämns att huvudpersonen Arthur Dent är en helt vanlig engelsman som av en slump blivit indragen i en konflikt i rymden. Boken har flera exempel på deus ex machina. Ett exempel är när Arthurs liv blir räddat på grund av en händelse som sker trots att sannolikheten är så liten att den är försumbar: Arthur är mitt ute i rymden och rymdskeppet, Hjärtat av Guld, som har en motor som ändrar på hur statistik fungerar och som heter Den Oändliga Osannolikhetsdriften, passerar och råkar plockar upp honom.

### Deus ex machina inom tv-spel
Spelet Mass Effect 3, utvecklat av Bioware och publicerat av Electronic Arts, har ett exempel på deus ex machina i slutet av historien då en ny spelfigur introduceras som ger spelaren några få möjligheter att välja sitt slut. Spelarna reagerade mycket negativt på detta.